# He Jiankui
He Jiankui (Loudi, 1984) è un biofisico cinese che ha guidato un team di scienziati che per primi hanno utilizzato una tecnica di editing genetico su embrioni umani.
Nel novembre 2018, annunciò, con il suo team della Southern University of Science and Technology di Shenzen, di aver modificato il genoma di embrioni umani tramite CRISPR per renderli meno suscettibili all'infezione da HIV e in seguito di averli impiantati, suscitando clamore internazionale. Fu licenziato dall'università nel gennaio 2019.
Secondo l'agenzia di stampa Xinhua, gli embrioni umani modificati sono stati impiantati in due donne, da cui sarebbero nati due gemelle, Lulu e Nana, e un terzo bambino non meglio specificato.
Il 30 dicembre 2019 Jiankui è stato condannato da un tribunale cinese a tre anni di prigione per "pratica medica illegale", insieme a una multa e il divieto di proseguire la ricerca nel campo e di richiedere finanziamenti per la ricerca. 
Altri due membri del team - Zhang Renli e Qin Jinzhou - hanno subito condanne più lievi, a fronte della firma di dieci autori alla pubblicazione relativa alla sperimentazione.